# Obrova noha
Obrova noha je hradiště na Drahanské vrchovině nedaleko od Otaslavic. Opevněné sídliště z mladší a pozdní doby kamenné bylo osídleno i v době bronzové a železné a nacházejí se zde také důkazy o osídlení slovanském. Rozkládá se téměř na 10 hektarech. Areál sídliště je chráněn jako kulturní památka ČR.
Do roku 2015 spadalo do východní části vojenského újezdu Březina. Od 1. ledna 2016 bylo s nedlouho předtím vytvořeným katastrálním územím Chaloupky u Otaslavic připojeno k nedaleké obci Otaslavice.
K hradišti nevedou žádné značené turistické trasy. Jihovýchodně od hradiště leží přírodní rezervace Pod Obrovou nohou.